# Polyodontes oerstedi
Polyodontes oerstedi är en ringmaskart som först beskrevs av Johan Gustaf Hjalmar Kinberg 1855.  Polyodontes oerstedi ingår i släktet Polyodontes och familjen Acoetidae. Inga underarter finns listade i Catalogue of Life.